# Tweede Kamerverkiezingen in het kiesdistrict Grave (1888-1918)

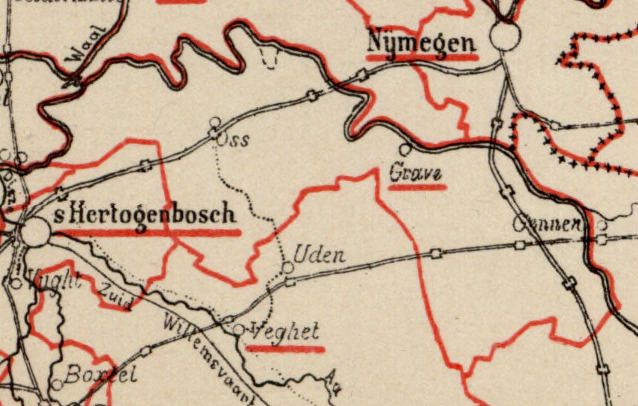
Kiesdistrict Grave (1888)

Tweede Kamerverkiezingen in het kiesdistrict Grave (1888-1918) geeft een overzicht van verkiezingen voor de Nederlandse Tweede Kamer in het kiesdistrict Grave in de periode 1888-1918.
Het kiesdistrict Grave was eerder ingesteld geweest in de periode 1848-1850. Het kiesdistrict werd opnieuw ingesteld na de grondwetsherziening van 1887. Tot het kiesdistrict behoorden vanaf dat moment de volgende gemeenten: Alem, Maren en Kessel, Beers, Berghem, Beugen en Rijkevoort, Boxmeer, Cuijk, Deursen en Dennenburg, Dieden, Demen en Langel, Escharen, Gassel, Geffen, Grave, Haps, Heesch, Herpen, Huisseling en Neerloon, Linden, Lith, Lithoijen, Megen, Haren en Macharen, Mill en Sint Hubert, Nistelrode, Oeffelt, Oijen en Teeffelen, Oss, Ravenstein, Reek, Schaijk, Velp en Wanroij.
Legenda
- cursief: in de eerste verkiezingsronde geëindigd op de eerste of tweede plaats, en geplaatst voor de tweede ronde;
- vet: gekozen als lid van de Tweede Kamer.

## 6 maart 1888
De verkiezingen werden gehouden na vervroegde ontbinding van de Tweede Kamer.
|                  | 6 maart |
| ---------------- | ------- |
| Kiesgerechtigden | 3.265   |
| Opkomst          | 2.135   |
| Geldige stemmen  | 2.101   |
| Blanco stemmen   | 26      |
| Kandidaten       |         |
| J.J.I. Harte     | 2.007   |

## 9 juni 1891
De verkiezingen werden gehouden na ontbinding van de Tweede Kamer.
|                  | 9 juni |
| ---------------- | ------ |
| Kiesgerechtigden | 3.397  |
| Opkomst          | 1.669  |
| Geldige stemmen  | 1.649  |
| Blanco stemmen   | 18     |
| Kandidaten       |        |
| J.J.I. Harte     | 1.551  |

## 10 april 1894
De verkiezingen werden gehouden na vervroegde ontbinding van de Tweede Kamer.
|                  | 10 april |
| ---------------- | -------- |
| Kiesgerechtigden | 3.403    |
| Opkomst          | 1.403    |
| Geldige stemmen  | 1.383    |
| Blanco stemmen   | 16       |
| Kandidaten       |          |
| J.J.I. Harte     | 1.304    |

## 15 juni 1897
De verkiezingen werden gehouden na ontbinding van de Tweede Kamer.
|                              | 15 juni |
| ---------------------------- | ------- |
| Kiesgerechtigden             | 6.230   |
| Kandidaten                   |         |
| J.J.I. Harte van Tecklenburg |         |

Harte van Tecklenburg was de enige kandidaat; hij werd zonder nadere stemming gekozen verklaard.

## 14 juni 1901
De verkiezingen werden gehouden na ontbinding van de Tweede Kamer.
|                              | 15 juni |
| ---------------------------- | ------- |
| Kiesgerechtigden             | 6.108   |
| Kandidaten                   |         |
| J.J.I. Harte van Tecklenburg |         |

Harte van Tecklenburg was de enige kandidaat; hij werd zonder nadere stemming gekozen verklaard.

## 20 augustus 1901
Jan Harte van Tecklenburg, gekozen bij de verkiezingen van 14 juni 1901, nam zijn benoeming niet aan vanwege zijn toetreding op 1 augustus 1901 tot het na de verkiezingen geformeerde kabinet-Kuyper. Om in de ontstane vacature te voorzien werd een naverkiezing gehouden.  
|                  | 20 augustus |
| ---------------- | ----------- |
| Kiesgerechtigden | 6.108       |
| Kandidaten       |             |
| W.J.M.C. Friesen |             |

Friesen was de enige kandidaat; hij werd zonder nadere stemming gekozen verklaard.

## 16 juni 1905
De verkiezingen werden gehouden na ontbinding van de Tweede Kamer.
|                              | 16 juni | 28 juni |
| ---------------------------- | ------- | ------- |
| Kiesgerechtigden             | 6.414   | 6.414   |
| Opkomst                      | 5.155   | 5.488   |
| Geldige stemmen              | 5.047   | 5.431   |
| Blanco stemmen               | 108     | 57      |
| Kandidaten                   |         |         |
| D.A.P.N. Koolen              | 2.499   | 3.001   |
| J.J.I. Harte van Tecklenburg | 2.270   | 2.430   |
| J.M.P. Broeder               | 278     |         |

## 11 juni 1909
De verkiezingen werden gehouden na ontbinding van de Tweede Kamer.
|                  | 11 juni |
| ---------------- | ------- |
| Kiesgerechtigden | 6.821   |
| Kandidaten       |         |
| D.A.P.N. Koolen  |         |

Koolen was de enige kandidaat; hij werd zonder nadere stemming gekozen verklaard.

## 17 juni 1913
De verkiezingen werden gehouden na ontbinding van de Tweede Kamer.
|                  | 17 juni |
| ---------------- | ------- |
| Kiesgerechtigden | 7.308   |
| Kandidaten       |         |
| D.A.P.N. Koolen  |         |

Koolen was de enige kandidaat; hij werd zonder nadere stemming gekozen verklaard.

## 15 juni 1917
De verkiezingen werden gehouden na ontbinding van de Tweede Kamer.
|                  | 15 juni |
| ---------------- | ------- |
| Kiesgerechtigden | 7.755   |
| Kandidaten       |         |
| D.A.P.N. Koolen  |         |

De zeven in de vorige Tweede Kamer vertegenwoordigde partijen hadden afgesproken in elkaars kiesdistricten geen tegenkandidaten te stellen. Koolen was derhalve de enige kandidaat; hij werd zonder nadere stemming gekozen verklaard.

## Opheffing
De verkiezing van 1917 was de laatste verkiezing voor het kiesdistrict Grave. In 1918 werd voor verkiezingen voor de Tweede Kamer overgegaan op een systeem van evenredige vertegenwoordiging met kandidatenlijsten van politieke partijen.